# Matsuzaki
Matsuzaki (松崎町, Matsuzaki-chō) est un bourg du district de Kamo, situé dans la préfecture de Shizuoka, au Japon.

## Géographie

### Démographie
Au 1er mars 2014, la population de Matsuzaki s'élevait à 7 035 habitants répartis sur une superficie de 85,24 km2.